# Bianor angulosus
Bianor angulosus är en spindelart som först beskrevs av Karsch 1879.  Bianor angulosus ingår i släktet Bianor och familjen hoppspindlar. Inga underarter finns listade.